# سينما الاتحاد السوفيتي

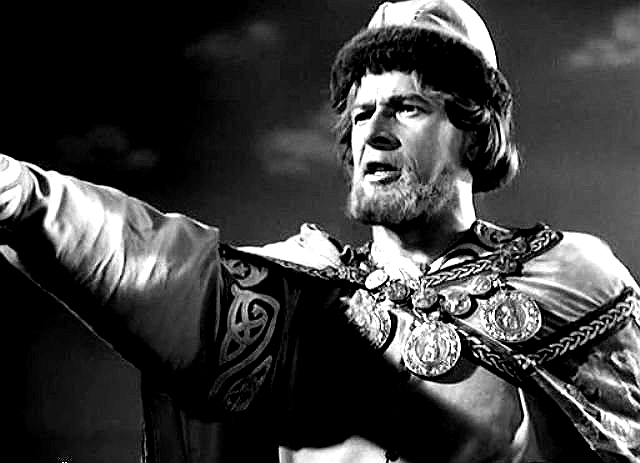
مشهد سينمائي سوفيتي

تضم سينما الاتحاد السوفيتي أفلامًا أنتجتها الجمهوريات المكونة للاتحاد السوفيتي والتي تعكس عناصر من ثقافتهم ولغتهم وتاريخهم قبل الاتحاد السوفيتي، على الرغم من أنها كانت تنظمها الحكومة المركزية في موسكو. الأكثر غزارة في أفلامهم الجمهورية، بعد جمهورية روسيا الاتحادية الاشتراكية السوفياتية، كانت أرمينيا وأذربيجان وجورجيا وأوكرانيا، وبدرجة أقل، ليتوانيا وبيلاروسيا ومولدافيا. في الوقت نفسه، كانت صناعة السينما في البلاد، والتي تم تأميمها بالكامل طوال معظم تاريخ البلاد، تسترشد بالفلسفات والقوانين التي طرحها الحزب الشيوعي السوفيتي الاحتكاري الذي قدم وجهة نظر جديدة للسينما، الواقعية الاشتراكية، والتي كانت مختلفة عن قبل أو بعد وجود الاتحاد السوفيتي.